# Elie Kamano
Pour les articles homonymes, voir Kamano.
Elie Kamano de son vrai nom Djéliman Kamano, né en 1984 à Guéckédou en Guinée forestière, est un chanteur, auteur et compositeur guinéen. Il chante en français, en anglais, ainsi qu'en Soussou et Malinké.

## Biographie

### Enfance, études et débuts
Elie Kamano arrête ses études dès la classe de troisième. Il se lance dans la musique et débute par le rap. Entre 1990 et 1992, il crée avec des amis le groupe PNN (Positive Negro Naturel). Ce groupe participe à de nombreux projets. Le jeune Djéliman Kamano, alias Elie, qui estime donner beaucoup à sa nation avec son art, décide de quitter le pays. Il se rend en Côte d'Ivoire en 1998 où il fait un virage musical différent et se lance dans le genre reggae, ce qui, selon l'artiste, correspond mieux à sa personnalité artistique.

### Carrière
Après deux années difficiles passés en Côte d'Ivoire, il retourne en Guinée en 2000 et réalise un single intitulé Hommage à Cellou en référence à un jeune guinéen abattu aux États-Unis. Après cette première œuvre pour la Guinée, il décide une seconde fois de sortir du pays. Cette fois-ci, le choix portera sur le Sénégal où il préparera son album Lent et sûr.
En 2005 il enregistre un second album, avec la participation du reggae-man panafricain Tiken Jah Fakoly et du groupe de musique traditionnelle guinéen Espoirs de Coronthie. Il réalise de nombreux concerts et événements dans son pays et dans la sous-région. Elie est également un artiste engagé pour un meilleur équilibre socio-économique et politique en Guinée et en Afrique. En 2006, il sort un album nommé  Djelimakan. Dans cet opus, Elie s'en prend aux abus d'un régime en place,.

## Engagement politique
Elie Kamano défend les minorités opprimées et combat l'injustice en Guinée et en Afrique. Il mène également depuis le début de sa carrière une guerre contre la mauvaise gouvernance. Il a annoncé mettre fin à sa carrière musicale en 2018. Il crée ensuite son parti politique, le Parti guinéen pour la solidarité la démocratie et développement (PGCD). Courant 2019, le PGCD rejoint le Front National pour la Défense de la Constitution (FNDC) afin d'empêcher Alpha Condé, président au pouvoir depuis 2010, de modifier la constitution et se présenter aux élections de 2020 pour un éventuel troisième mandat.
soutient de la transition militaire après le coup d’état du 5 septembre 2021 et affiche un soutien au capitaine Ibrahima Traoré du Burkina Faso.
En juillet 2024, après la fermeture des médias et le durcissement de transition guinéen. Eli Kamano fait sortir un tube on a tous décornée pour exprimer sont mea-culpa de la direction que prend la transition guinéenne,.

## Vie privée
Eli Kamano est le père de l'artiste Eliesia Kamano.